# Żelewo
Żelewo (niem.: Seelow) – wieś w Polsce położona w województwie zachodniopomorskim, w powiecie gryfińskim, w gminie Stare Czarnowo.
Dawna osada rybacka, później rolnicza. W 1180 biskup kamieński Konrad I nadał klasztorowi w Kołbaczu prawo do pobierania dziesięciny od ludności Żelewa.
W latach 1975–1998 miejscowość administracyjnie należała do województwa szczecińskiego.
Kościół filialny pw. Matki Boskiej Nieustającej Pomocy z końca XVII w., konstrukcji ryglowej, okna umieszczone wysoko pod dachem, zabytkowe wyposażenie. Wieża drewniana oszalowana, z dachem pokrytym gontem, hełm barokowy, dzwonowy. (Obiekt zabytkowy – nr rej. A-1040 z 21.12.1963 r.).

## Podanie o klasztorze w Kołbaczu
Opowiada Franciszek Pałasz, l. 70, urodzony w Stężycy pow. Kartuzy, od 1946 r. zam. w Żelewie pow. Gryfino, woj. szczecińskie:

Klasztòr w Kolbaczu, nie, on już tam jest od tysonca sto, zdaje mi se, szedzesontégo roku. Mówio tak: na, w jezorze Mwiedwie nie buło żadn'ych sejów. I w ogóle mało riby, tak tu dużo riby nie buło. To tén przeor z tego Kolbaczy se założył z tym kusym, żeb'y mu ta seja jakos wprowadz.ic, on jego duszä możé zabrac. Diabuł se uceszył, uogonem zamérdał i pojechał na Łotwe panie, tam, na tén Päjpus, zej tam. No jak tam pojechał, náá, wtedy przeor w strachu, nie, buo niedugo bedze północ, a po północy diabéł przylec.i i go weznie. Tak on posłäł tych swoich braciszków wszystkich, tych mnichów, dookoła jezora uobstawił-ił i zaczón drzec se jak kury – piat'. To diabuł lec.i z tá seją, nie? Jak już buł blisko czuje, że kury piejo, tuo se zlonk i sejä pusc.ił [do jeziora Mwiedwie] i uc.iek, jo, a przeor dusze uocalił.

Źródło: